# Millwall brick

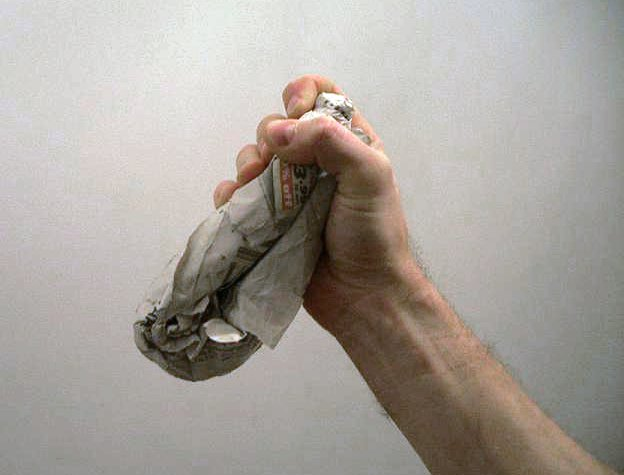
Esempio di Millwall brick

Il Millwall brick è un'arma improvvisata creata a partire da un semplice giornale.
Inventata dal gruppo hooligan del Millwall, uno dei più violenti d'Inghilterra, consiste in uno o più giornali arrotolati e pressati fino a diventare molto duri, al pari di un bastone o un tubo. Tale arma era utilizzata dagli hooligan inglesi negli anni '60 e '70 in quanto era per loro possibile portare giornali all'interno degli stadi senza destare sospetti ed oltrepassare senza problemi le perquisizioni all'ingresso, eseguite proprio per impedire l'accesso allo stadio a materiale contundente.

## Progettazione
Per fabbricarlo servono uno o più giornali da arrotolare e poi piegare a maniglia. La piega è la parte con cui l'utilizzatore colpisce. Più fogli di giornali vi sono, più la piega diventa dura e pericolosa.
Alcune varianti rendono questo oggetto micidiale. Esse prevedono:
- l'utilizzo di liquidi per inumidirne la piega e renderla più pesante;
- le estremità si possono legare con un laccio per mantenere una buona presa. Si possono anche fissarle ad un bastone che funga da manico e realizzare una rudimentale mazza;
- una matita, una penna o un chiodo messi all'interno della piega rendono l'oggetto estremamente pericoloso.